# Георги, Иоганн Готлиб
Ио́ганн Го́тлиб (Йо́ханн Го́ттлиб) Гео́рги, также в России известен как Иван Иванович Георги (нем. Johann Gottlieb Georgi; 31 декабря 1729, селение Ваххольцхаген в Померании — 27 октября (8 ноября) 1802, Санкт-Петербург) — российский и немецкий медик, химик, натуралист, этнограф, путешественник, профессор минералогии и академик Императорской Академии наук и художеств.

## Биография
Иоганн Готлиб Георги родился 31 декабря 1729 года в семье священника. Закончил Уппсальский университет (Швеция), где учился, в частности, у Карла Линнея. Получил степень доктора медицины и работал фармацевтом.
Прибыл в Россию по приглашению Императорской Академии наук и художеств в 1770 году (согласно персоналии «Брокгауза — Ефрона», в 1768 году).
Участвовал в «Физической экспедиции» Палласа, занимался исследованием Поволжья, Среднего и Южного Приуралья, Западной Сибири, Прибайкалья, Даурии. Адъюнкт (с 1776 года), академик Академии наук (избран в 1783 году).
В 1772 году Георги составил карту Байкала в масштабе 10 вёрст в дюйме (1:420 000). Первым высказал предположение о тектоническом происхождении озера. Изучая природу Прибайкалья, учёный составил детальное описание его флоры и фауны (в том числе дал первое описание байкальского омуля), собрал гербарий редких растений, сведения о рыбном промысле на Байкале.
Собранная Георги в экспедициях коллекция минералов (371 штуф) была приобретена Главным управлением училищ и легла в основу будущего музея кафедры минералогии Санкт-Петербургского университета.
Итогом этнографических исследований Георги стало подробное иллюстрированное описание народностей, населяющих Россию. Этот труд вышел в Санкт-Петербурге в 1776—1780 годах на немецком языке под названием «Beschreibung aller Nationen des Russischen Reichs, ihrer Lebensart, Religion, Gebräuche, Wohnungen, Kleidung und übrigen Merkwürdigkeiten» («Описание всех народов Российского государства, их быта, вероисповедания, обычаев, жилищ, одежды и остальных отличий»). Частично он был переведён на русский и вышел под заглавием «Описание всех в Российском государстве обитающих народов, также их житейских обрядов, вер, обыкновений, жилищ, одежд и прочих достопамятностей».
Описание состояло из четырёх частей:
- Часть первая. О народах финского племени, известных по Истории Российской под общим именем Руссов.
- Часть вторая. О народах татарского племени и других нерешенного еще происхождения Северных Сибирских.
- Часть третья. О народах семоядских, манджурских и восточных сибирских как и о Шаманском законе.
- Часть четвертая. О народах монгольских, об армянах, грузинах, индийцах, немцах, поляках и о владычествующих россианах, с описанием всех именований казаков, так же История о Малой России и купно о Курландии и Литве[5].

Эта работа была первым сводным этнографическим описанием России. Екатерина II, высоко ценившая труды Георги, подарила ему золотую табакерку, что считалось весьма почётным, и велела напечатать описания «за счёт кабинета, но в пользу автора».
В Санкт-Петербурге Георги проводил исследования в первой отечественной химической лаборатории, организованной ещё М. В. Ломоносовым на Васильевском острове. Однако и тут он проявил себя сразу во многих областях науки: составил описание флоры Санкт-Петербургской губернии и описание самого города. Книга Георги «Описание российско-императорского столичного города Санкт-Петербурга и достопримечательностей в окрестностях оного, с планом 1794—1796» вышла на немецком языке в 1790 году. Второе издание появилось в Риге в 1793 году. Перевод (видимо П. Х. Безака) на русский язык был издан в Санкт-Петербурге в 1794 году. Этот труд — одно из первых фундаментальных изданий, посвящённых Санкт-Петербургу.
Именем Георги К. Л. Вильденов назвал род растений Георгина (Dahlia) семейства Астровые.

## Основные печатные труды

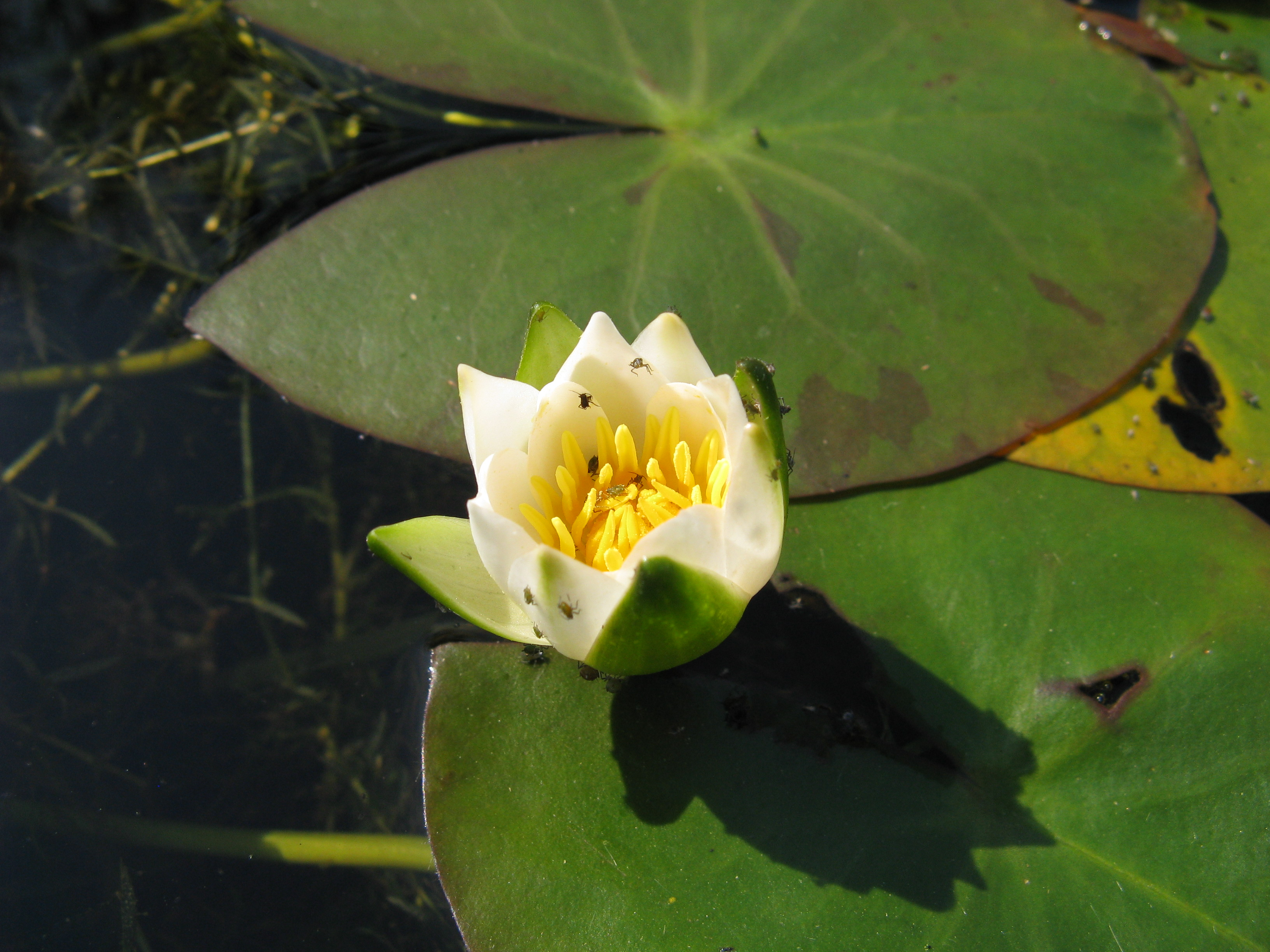
Nymphaea tetragona

- Johann Gottlieb Georgi. Reisen durch verschiedene Provinzen des Russ. Reichs (1771—1777).
- Johann Gottlieb Georgi. Beschreibung aller Nationen des Russischen Reichs, ihrer Lebensart, Religion, Gebräuche, Wohnungen, Kleidung und übrigen Merkwürdigkeiten. — Санкт-Петербург: Müller, 1776—1780. (2-е изд., Лейпциг, 1782) (
  - В русском варианте: Иоганн Готлиб Георги. Описание всех в Российском государстве обитающих народов, также их житейских обрядов, вер, обыкновений, жилищ, одежд и прочих достопамятностей.. — Санкт-Петербург, 1776—1777. (2-е изд: Санкт-Петербург, 1779)); Современное издание — Иоганн Готлиб Георги. Описание всех обитающих в Российском государстве народов, их житейских обрядов, обыкновений, одежд, жилищ, упражнений, забав, вероисповеданий и других достопамятностей. — М.: Библиотека РУСАЛа, 2007. — 128 с.
- Георги И.Г. Описание российско-императорского столичного города Санкт-Петербурга и достопримечательностей в окрестностях оного, с планом 1794 – 1796. — СПб.: Лига, 1996. — 528 с. — ISBN 5-88663-003-1. — вышло на немецком языке в 1790 году, второе издание — в Риге (1793), переведено на русский язык и издано в Санкт-Петербурге в 1794 году.
- Geographisch-physikalische und Naturhistorische Beschreibung des Russischen Reiches в 9 томах с чертежами. Вышло в Кенигсберге (1797—1802).
- Johann Gottlieb Georgi. Bemerkungen einer Reise im Russischen Reich 1772—1774. — St. Petersburg: Kaiserl. Academie der Wissenschaften, 1775. — Комментарии к путешествию по Российской Империи в 1772—1774 годах. Первый том содержит детальную карту Байкала. Второй том описывает путешествие с Палласом от Иркутска до Екатеринбурга через Уральские горы и возвращение в Санкт-Петербург в 1773—1774 годах. Содержит описание рудников и заводов окрестностей Перми.

## Электронные копии

### Библиотека Конгресса США
- Beschreibung aller Nationen des Russischen Reichs, ihrer Lebensart, Religion, Gebraeuche, Wohnungen, Kleidung und uebrigen Merkwuerdigkeiten (Санкт-Петербург, Müller: 1776—1780 годы; 2-е изд., Лейпциг, 1782) Тома 1-4 (нем. , готический шрифт).
- Описание всех в Российском государстве обитающих народов, также их житейских обрядов, вер, обыкновений, жилищ, одежд и прочих достопамятностей. Часть первая. О народах финского племени. Санкт-петербург, 1776,
- Описание всех в Российском государстве обитающих народов, также их житейских обрядов, вер, обыкновений, жилищ, одежд и прочих достопамятностей. Часть вторая. О народах татарского племени, 1776,
- Описание всех в Российском государстве обитающих народов, также их житейских обрядов, вер, обыкновений, жилищ, одежд и прочих достопамятностей. Часть третья. Самоедские, Манджурские и Восточно-Сибирские народы. Санкт-Петербург, 1777
- Johann Gottlieb Georgi. Bemerkungen einer Reise im Rußischen Reich 1772 - 1774 (нем.). — St. Petersburg: Kaiserl. Academie der Wissenschaften, 1775. 1 том, 2 том (нем. , готический шрифт)

### GDZ — Проект библиотеки Гёттингенского университета(недоступная ссылка)
- Johann Gottlieb Georgi. Bemerkungen einer Reise im Rußischen Reich 1772 - 1774 (нем.). — St. Petersburg: Kaiserl. Academie der Wissenschaften, 1775. — 1 и 2 тома (нем. , готический шрифт)
- Иоганн Готлиб Георги. Описание всех в Российском государстве обитающих народов, также их житейских обрядов, вер, обыкновений, жилищ, одежд и прочих достопамятностей. Часть первая. О народах финского племени также известных по истории Российской под общим именем Руссов. — Санкт-Петербург: при Императорской Академии Наук, 1799. (недоступная ссылка)
- Иоганн Готлиб Георги. Описание всех в Российском государстве обитающих народов, также их житейских обрядов, вер, обыкновений, жилищ, одежд и прочих достопамятностей. Часть вторая. О народах татарского племени и других нерешенного еще происхождения северных сибирских. — Санкт-Петербург: при Императорской Академии Наук, 1799. (недоступная ссылка)
- Иоганн Готлиб Георги. Описание всех в Российском государстве обитающих народов, также их житейских обрядов, вер, обыкновений, жилищ, одежд и прочих достопамятностей. Часть третья. О народах Самоедских, Манджурских и Восточно-Сибирских как и о шаманском законе. — Санкт-Петербург: при Императорской Академии Наук, 1799. (недоступная ссылка)
- Иоганн Готлиб Георги. Описание всех в Российском государстве обитающих народов, также их житейских обрядов, вер, обыкновений, жилищ, одежд и прочих достопамятностей. Часть четвертая. О народах монгольских, об армянах, грузинах, индийцах, поляках и владычествующих россиянах с описанием всех именований казаков, также истирия о Малой России и купно о Курляндии и Литве. — Санкт-Петербург: при Императорской Академии Наук, 1799. (недоступная ссылка)